# Antiga estació del tren d'Olot
L'Antiga estació del tren d'Olot és una obra de Girona inclosa a l'Inventari del Patrimoni Arquitectònic de Catalunya.

## Descripció
És un edifici de planta rectangular estructurat en crugies. La coberta és de teula vidriada estructurada a quatre vessants amb ràfec perimetrals. Les façanes són estucades imitant rajoles en diagonal. Les obertures són verticals amb els contorns diferenciats de la resta. El coronament a sota ràfecs es fa amb unes cintes esgrafiades.

## Història
Originàriament ocupava l'espai de l'estació del tren d'Olot i els dos cossos són afegits posteriors.